# Gangsta Luv
Gangsta Luv – pierwszy singel amerykańskiego rapera Snoop Dogga, który promował album pt. Malice n Wonderland. Gościnnie wystąpił raper The-Dream.

## Lista utworów
1. "Gangsta Luv" (feat. The-Dream) - 4:17
2. "Gangsta Luv" (Mayer Hawthorne G-Mix) - 3:50

## Notowania
| Notowanie (2009)          | Najwyższa pozycja |
| ------------------------- | ----------------- |
| New Zealand Singles Chart | 13                |
| Billboard Hot 100         | 35                |
| Hot R&B/Hip-Hop Songs     | 24                |
| Top 40 Mainstream         | 39                |
| Hot Rap Tracks            | 5                 |